# Kosmos 71
Kosmos 71 – radziecki satelita telekomunikacyjny wysłany wraz z bliźniaczymi Kosmos 72, 73, 74, 75. Piętnasty statek typu Strzała.